# Croix de chemin de Plounérin
La croix de chemin est située à Plounérin en France.

## Localisation
La croix est située sur la commune de Plounérin, route de Guerlesquin, dans le département des Côtes-d'Armor en région Bretagne.

## Description
La croix représente une Pietà et offre la particularité d'une branche transversale de la croix oblique.

## Historique
La croix est inscrite au titre des monuments historiques par arrêté du 31 mars 1926.